# Christania Williams
Christania Williams (née le 17 octobre 1994) est une athlète jamaïcaine, spécialiste des épreuves de sprint.

## Biographie
Elle se classe huitième du 100 mètres lors des Jeux olympiques de 2016 à Rio de Janeiro.

## Palmarès
| Date | Compétition                  | Lieu             | Résultat | Épreuve       | Temps         |
| ---- | ---------------------------- | ---------------- | -------- | ------------- | ------------- |
| 2011 | Championnats du monde cadets | Lille            | 3e       | 100 m         | 11 s 63       |
| 2011 | Championnats du monde cadets | Lille            | 1re      | relais medley | 2 min 03 s 42 |
| 2016 | Jeux olympiques              | Rio de Janeiro   | 8e       | 100 m         | 11 s 80       |
| 2016 | Jeux olympiques              | Rio de Janeiro   | 2e       | 4 x 100 m     | 41 s 36       |
| 2017 | Relais mondiaux              | Nassau           | 2e       | 4 x 100 m     | séries        |
| 2017 | Championnats du monde        | Londres          | 3e       | 4 x 100 m     | 42 s 19       |
| 2017 | Ligue de diamant             | Ligue de diamant | 8e       | 100 m         | 11 s 35       |
| 2018 | Jeux du Commonwealth         | Gold Coast       | 2e       | 100 m         | 11 s 21       |
| 2018 | Jeux du Commonwealth         | Gold Coast       | 2e       | 4 × 100 m     | 42 s 52       |

## Records
| Épreuve | Performance | Lieu           | Date         |
| ------- | ----------- | -------------- | ------------ |
| 100 m   | 10 s 96     | Rio de Janeiro | 13 août 2016 |